# Amblyopsis
Amblyopsis là một chi cá trong nhóm cá mù ở Mỹ. Chúng có ba loài trong đó có một loài mới được tìm thấy vào năm 2014.

## Các loài
- Amblyopsis hoosieri Niemiller, Prejean & Chakrabarty, 2014 (Hoosier cavefish)[1]
- Amblyopsis rosae (C. H. Eigenmann, 1898) (Ozark cavefish)
- Amblyopsis spelaea DeKay, 1842 (northern cavefish)

## Loài mới
Trong số các loài trên có loài Amblyopsis hoosieri mới được phát hiện. Đây là Loài cá mới không mắt, sống trong hang động ở miền nam Indiana, có những chi tiết khác biệt so với các loài hoosieri có từ trước. Loài cá mới này có quan hệ gần gũi với cá Amblyopsis spelaea được biết đến trước đó và sinh sống trong hệ thống hang động dài nhất thế giới, hang Mammoth ở Kentucky. Tuy nhiên, hai loài cá có quan hệ bà con với nhau này bị phân cách bởi sông Ohio.cá Amblyopsis hoosieri thì thiếu khả năng đột biến do gene rhodopsin nên thiếu mắt và bị mù
Cá Amblyopsis hoosieri thì thiếu khả năng đột biến nên thiếu mắt và bị mù. Chúng dài chừng 6 – 8 cm với phần đầu khá lớn so với toàn thân và phần lưng hơi phẳng. Cá mù Amblyopsis hoosieri mang tính đồng nhất về sắc tố hồng trắng còn mang và vây trong suốt. Điểm đặc biệt là hậu môn của nó lại nằm ngay phía sau đầu còn cá cái thì lại mang lũ cá con trong hốc mang của nó. Loài cá mù này được phát hiện sống trong các dòng suối thuộc hang động đá vôi ở Indiana và môi trường của chúng là 0,1 – 2 m dưới mặt nước.